# Ronaldo Dinolis
Ronaldo Antonio Dinolis Rodríguez (Colón, Colón, Panamá; 17 de noviembre de 1994) es un futbolista panameño. Juega como delantero y su club actual es el Club Atlético Independiente de La Chorrera de la Primera División de Panamá.

## Selección nacional
Ha sido internacional con la Selección de fútbol de Panamá en una ocasión.

### Goles internacionales
| Núm. | Fecha                 | Lugar                                              | Rival   | Gol | Resultado | Competición |
| ---- | --------------------- | -------------------------------------------------- | ------- | --- | --------- | ----------- |
| 1    | 25 de octubre de 2017 | Estadio Nacional de Granada, Saint George, Granada | Granada | 0-4 | 0-5       | Amistoso    |
| 2    | 25 de octubre de 2017 | Estadio Nacional de Granada, Saint George, Granada | Granada | 0-5 | 0-5       | Amistoso    |

## Clubes
| Club                   | País       | Año         |
| ---------------------- | ---------- | ----------- |
| Sporting San Miguelito | Panamá     | 2017 - 2018 |
| Santos de Guápiles     | Costa Rica | 2018        |
| C. D. Universitario    | Panamá     | 2019        |
| Real España            | Honduras   | 2019        |
| Plaza Amador           | Panamá     | 2020        |
| Sporting San Miguelito | Panamá     | 2020        |
| Plaza Amador           | Panamá     | 2021        |
| Santa Fe               | Colombia   | 2021        |
| La Equidad             | Colombia   | 2022        |
| Plaza Amador           | Panamá     | 2022 - 2023 |
| CA Independiente       | Panamá     | 2024 - Act. |

## Estadísticas
| Equipo             | Temporada | PJ | Goles | Prom |
| ------------------ | --------- | -- | ----- | ---- |
| Sporting SM        | 2017      | 28 | 12    | 0,42 |
| Sporting SM        | 2018      | 16 | 4     | 0,25 |
| Santos de Guápiles | 2018-2    | 19 | 5     | 0,26 |
| CD Universitario   | 2019      | 20 | 9     | 0,45 |
| Real España        | 2019      | 9  | 2     | 0,22 |
| Plaza Amador       | 2020      | 1  | 0     | 0,00 |
| Sporting SM        | 2020      | 7  | 1     | 0,14 |
| Plaza Amador       | 2021-1    | 19 | 6     | 0,32 |
| Santa Fe           | 2021-2    | 22 | 4     | 0,19 |
| La Equidad         | 2022-1    | 6  | 0     | 0,00 |
| Plaza Amador       | 2023-1 -2 | 31 | 10    | 0,32 |

## Palmarés

### Torneos nacionales
| Título                | Club               | País     | Año  |
| --------------------- | ------------------ | -------- | ---- |
| Torneo Apertura       | C. D. Plaza Amador | Panamá   | 2021 |
| Superliga de Colombia | Santa Fe           | Colombia | 2021 |